# Nancy Fabiola Herrera
Nancy Fabiola Herrera (Caracas, Venezuela, 2 de octubre de 1968) es una mezzosoprano lírica española nacida en Venezuela de padres canarios, con quienes regresó a su isla de origen cuando la cantante tenía pocos años.

## Biografía
Con su debut en el Metropolitan Opera House de Nueva York como protagonista de Carmen, en la producción de Franco Zeffirelli (2005), y en el Royal Opera House (2008) encarnando de nuevo a la gitana de Bizet, se ha consolidado una trayectoria cargada de éxitos. A la compañía del Met regresó durante 2006 como Maddalena en Rigoletto en las funciones en el Central Park, año en el que también destacó su Luisa Fernanda al lado de Plácido Domingo en el Teatro Real de Madrid (editada en DVD) y en el Festival Castell de Peralada (Gerona, España), además de un concierto en Puerto Rico, también junto a Domingo, para conmemorar el trigésimo aniversario del debut del tenor en el país caribeño; Werther en Las Palmas de Gran Canaria –donde fue aclamada como “la sucesora de Teresa Berganza”- y Carmen en Jerez, La Coruña y Santander. En 2007 regresó a la Ópera de París con su Giulietta de Los cuentos de Hoffmann junto a Rolando Villazón y a Las Palmas de Gran Canaria para protagonizar su debut como Orlofsky en Die Fledermaus, sin olvidar su debut como Adalgisa de Norma en Montpellier, su vuelta al Palacio de Bellas Artes de México con Rosina de El Barbero de Sevilla, su Carmen en el Festival de Cap Roig (Gerona) y una gira por China con la Filarmónica de Gran Canaria. Otros éxitos recientes en su carrera han sido su debut como Suzuki de Madama Butterfly en la Royal Opera House del Covent Garden de Londres y en el Metropolitan Opera House, teatros a los que regresó en 2008 como protagonista de Carmen. Al Metropolitan también volvió en 2013 con una nueva producción de Rigoletto.
En el New National Theatre de Tokio debutó como Carmen en 2004, regresando al año siguiente como Dorabella de Così fan tutte. Ha cantado el Réquiem de Giuseppe Verdi en el Festival Pau Casals de Puerto Rico, en Bilbao y en el Palacio de la Música Catalana de Barcelona, una gira de conciertos con la NordNetherlands Orchestra, con los Lieder eines fahrenden Gesellen de Gustav Mahler, Las noches de estío con la Filarmónica de Gran Canaria, El amor brujo con la Sinfónica de Montreal, I Sinfonisti di Trento e Verona y la Ópera de Washington y la Pasión según San Mateo.
En 2007 participó en La Bruja en el madrileño Teatro de La Zarzuela, con la que ha obtenido el Premio a la Mejor Cantante de Zarzuela otorgado por la Fundación Premios Líricos Teatro Campoamor en su edición 2008.
Durante 2009 Nancy Fabiola Herrera actuó en Las Palmas de Gran Canaria interpretando Roberto Devereux, debutó como Dalila, de la ópera Samson et Dalila, en Manaus, y en el Festival de la Arena de Verona inaugurando la edición de 2009 con Carmen, dirigida por Plácido Domingo.
En 2010 estrenó en Los Ángeles (USA) Il Postino de Neruda, del mexicano Daniel Catán, título en el que compartió protagonismo con Domingo tanto en la premier absoluta como en Santiago de Chile (2012); también ha cantado esta ópera contemporánea en el Teatro Real de Madrid (2013).
En 2011 estrenó en el Teatro Pérez Galdós de Las Palmas de Gran Canaria y en el Teatro de La Zarzuela de Madrid el espectáculo Gitanas, interpretando algunos de los más fascinantes personajes del mundo de la ópera, de la zarzuela y del repertorio sinfónico.
Nancy Fabiola Herrera ganó en 1990 el Premio a la Mejor Voz Canaria en el Concurso Alfredo Kraus, en 1995 el primer Premio en el Concurso Francisco Alonso y el Premio Ana María Iriarte y al año siguiente el galardón Pepita Embil otorgado por el Concurso Operalia. También ha sido distinguida con el premio de la Real Sociedad Económica de Amigos del País en Gran Canaria, como Hija Adoptiva de la ciudad de Las Palmas de Gran Canaria (junio de 2005) y como Hija Adoptiva de la isla de Gran Canaria (marzo de 2011). En 2010 debutó en el Musikverein de Viena, año en el que la Ópera de Los Ángeles la galardonó con el Plácido Domingo Award 2010 por su interpretación de Carmen.
En 2016, durante su regreso al Metropolitan Opera House de New York cantó allí, por primera vez el rol de Herodías de la ópera de Richard Strauss, Salomé. 
En la misma temporada del MET, cantó funciones de Rigoletto y Nabucco de Giusseppe Verdi con los que obtuvo un gran éxito de críticas. En 2018, Herrera realizó su esperado debut en el Teatro Colón de Buenos Aires con La Italiana en Argel de Rossini interpretando el rol de Isabella, uno de los roles de características de coloratura de su repertorio. En el mismo año, regresó a Rusia para cantar el Amor Brujo y La Vida Breve de Manuel de Falla en el Tchaikovsky Hall junto al maestro Alexis Soriano, cantó la tercera sinfonía de Mahler en el Auditorio Nacional Doctora Adela Reta de Monetvideo, con la Orquesta Sinfónica del SODRE bajo la dirección del director uruguayo Diego Nasser y realizó un recital en el Palau de la Música de Valencia junto al pianista español Rubén Fernández Aguirre en el que presentaron el repertorio de su trabajo discográfico llamado Ensueños. En 2019 obtuvo un gran éxito interpretando la ópera de Miquel Ortega La Casa de Bernarda Alba en el Teatro de la Zarzuela de Madrid. En el mismo año cantó El Gato Montés en la Opera de Los Ángeles junto a Plácido Domingo, Giulietta de Los cuentos de Hoffmann en la Opera de Pekín, un recital en el Teatro Solís, Dalila de Sansón y Dalila en el Teatro de la Maestranza de Sevilla, un recital en el Teatro de la Zarzuela junto al pianista Mac Maclure, y una gala de zarzuela en homenaje a la soprano Montserrat Caballé en el mismo teatro.

## Discografía
Entre otros discos, ha grabado en CD (Deutsche Grammophon) y en DVD (Opus Arte) el papel protagonista de la zarzuela Luisa Fernanda, de Federico Moreno Torroba, que cantó en el Teatro Real junto a Plácido Domingo, José Bros y Mariola Cantarero.
Su discografía también incluye:
- Canción de Concierto, de Antón García Abril
- La Bruja, de Chapí. Deutsche Grammophon
- Tonades dels segles XVII i XVIII, de Robert Gerhard. Columna Música
- The Dark side de Ricardo Llorca. Nancy Fabiola Herrera, Mac Maclure, Concierto Italiano. Columna Música
- Dante y Cantos Populares de Granados de Enrique Granados. Nancy Fabiola Herrera, Frances Lucey. ASV Living Era
- Tercera Sinfonía de Gustav Mahler. Nancy Fabiola Herrera Arte Nova
- El Amor Brujo, El Retablo de Maese Pedro de Manuel de Falla. Nancy Fabiola Herrera, Jordi Galofre. Naxos/MarcoPolo

## Repertorio
Principessa Eboli Don Carlo , 
 
 Azucena  Il Trovatore ,
 
 Leonora La Favorita ,

 Bernarda Alba La Casa de Bernarda Alba ,

 Paula Florencia en el Amazonas ,

 Herodías Salomé ,

 Beatriz Farinelli ,

 Mari Pepa La Revoltosa ,

 Rosario Goyescas ,

 Tempranica La tempranica ,

 Cecilia Las Golondrinas ,

 Luisa Fernanda Luisa Fernanda ,

 Zerlina Don Giovanni ,

 Suzuki Madama Butterfly ,

 Donna Rosa Il Postino ,

 Gitana El Gato Montés ,

 Sara Roberto Devereux ,

 Princesse Eboli (versión en francés) Don Carlos ,

 Leonore de Guzmán (versión en francés) La Favorite.